# 부르키나파소 요리

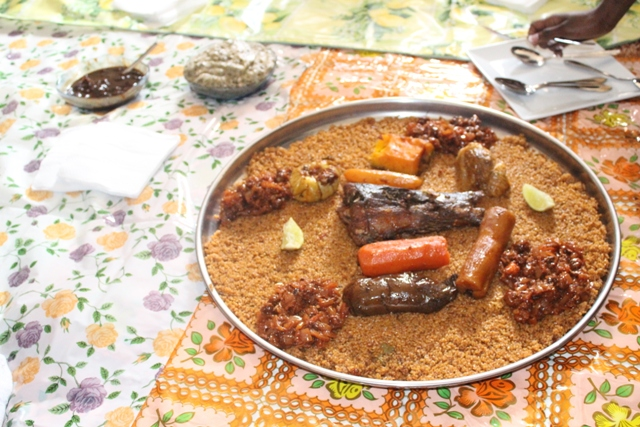
리 그라

부르키나파소 요리(Burkina Faso 料理, 프랑스어: cuisine burkinabé 퀴진 뷔르키나베[*])는 서아프리카에 있는 부르키나파소의 요리이다. 전형적인 서아프리카 요리로서 기장, 쌀, 옥수수, 땅콩, 감자, 콩, 얌, 오크라를 주로 사용한다. 고기는 대개 구워 먹으며 염소고기, 쇠고기, 생선에 이르기까지 많이 소비한다.

## 요리

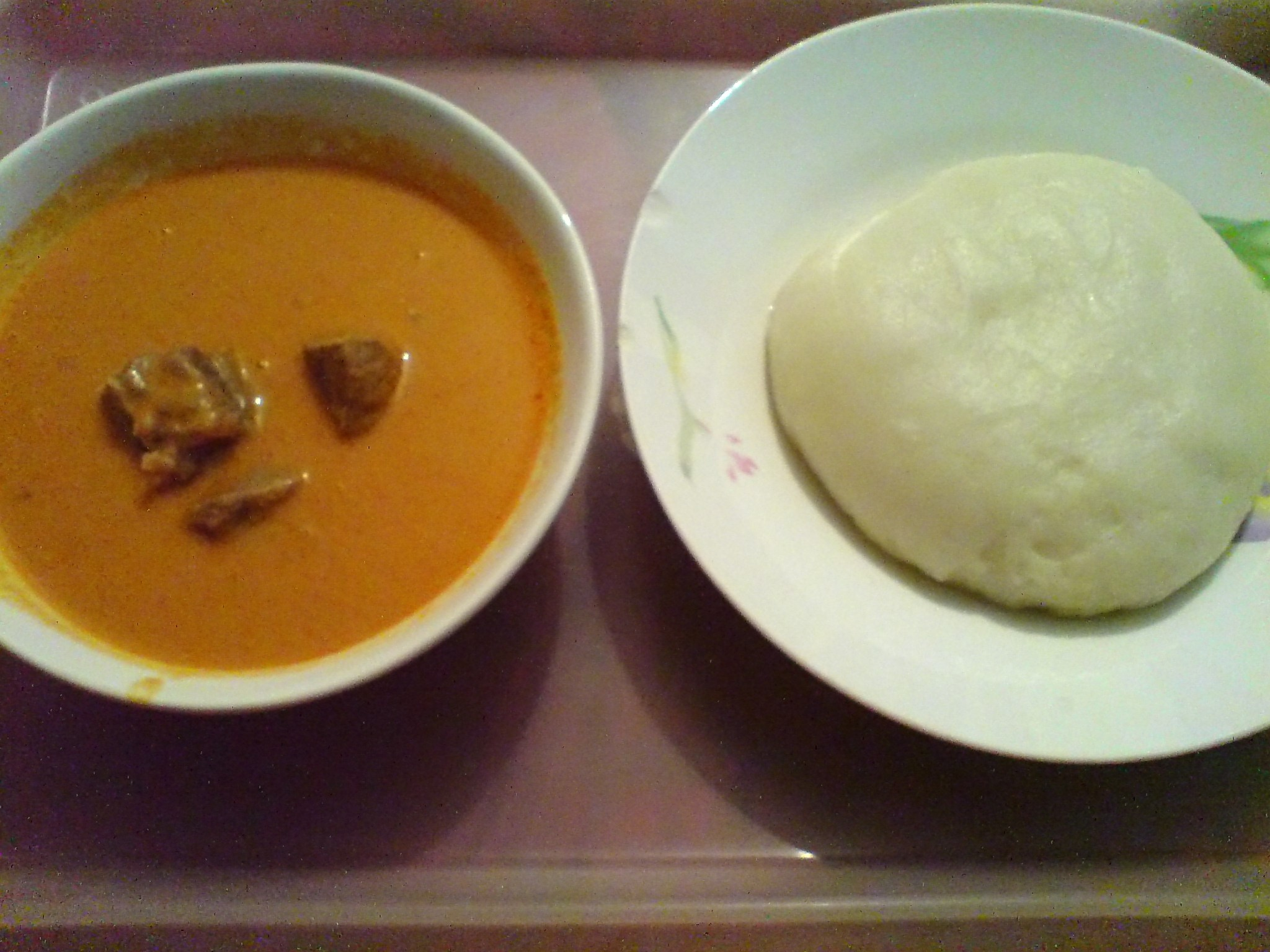

- 토(Tô) : 기장이나 사탕수수, 옥수수로 만드는 수프 일종이다. 토마토나 고추, 당근 따위를 넣어서 처음부터 조리하는데 옥수수 가루를 넣어서 떠먹을 거리를 막는다[모호한 표현]. 염소고기를 많이 사용한다.
- 풀레 비시클레트(Poulet Bicyclette) : 서아프리카 전체에서 통용되는 통닭구이
- 리 그라(Riz gras) : 토마토 소스와 양파로 요리한 쌀밥

식당에서는 대개 자국 요리뿐 아니라 인근 국가의 요리도 많이 취급하는데 이웃국가인 코트디부아르의 케트제누라는 스튜나 세네갈의 레몬과 양파로 요리한 닭고기 수프인 풀레 야사도 흔하다.

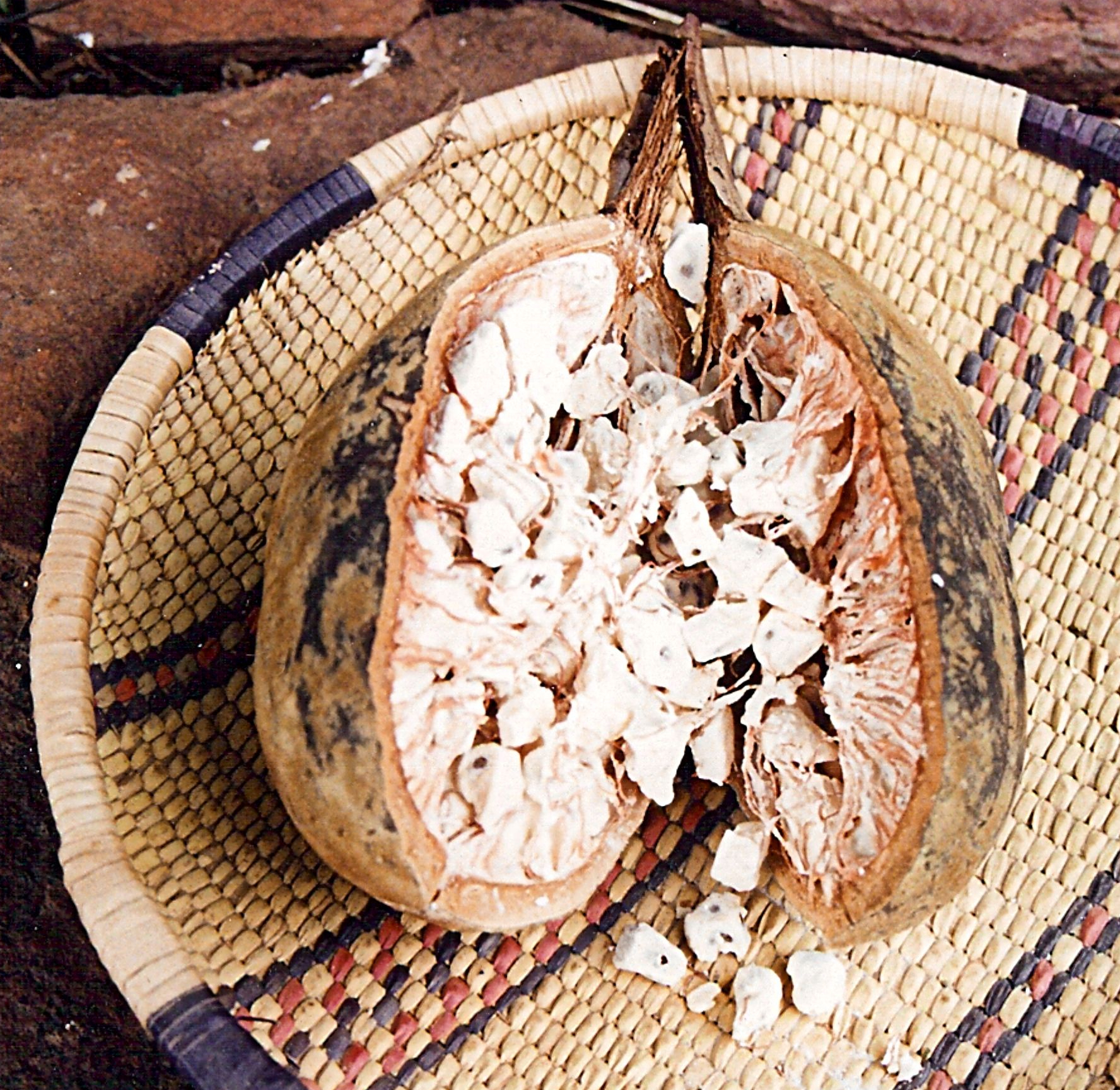
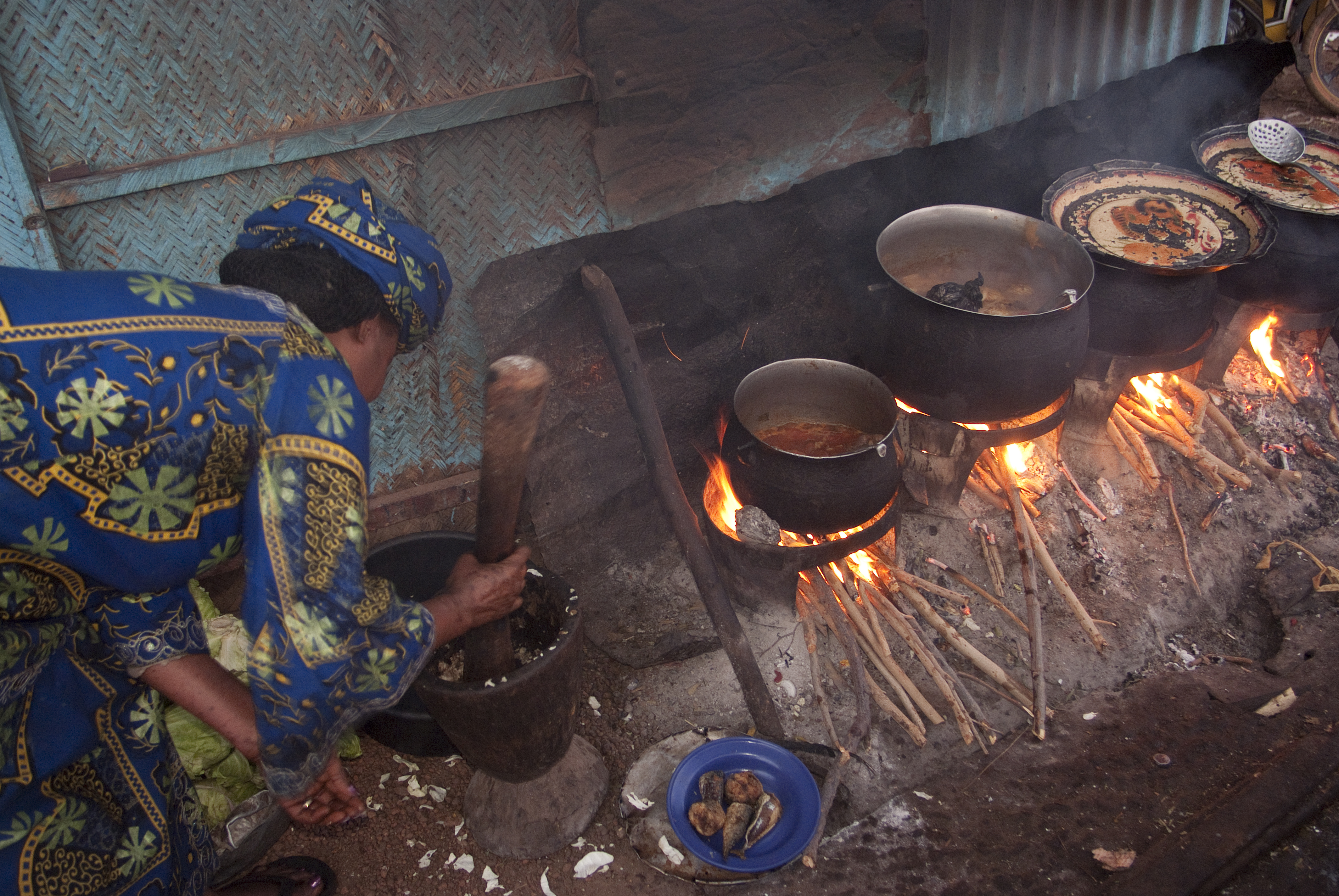
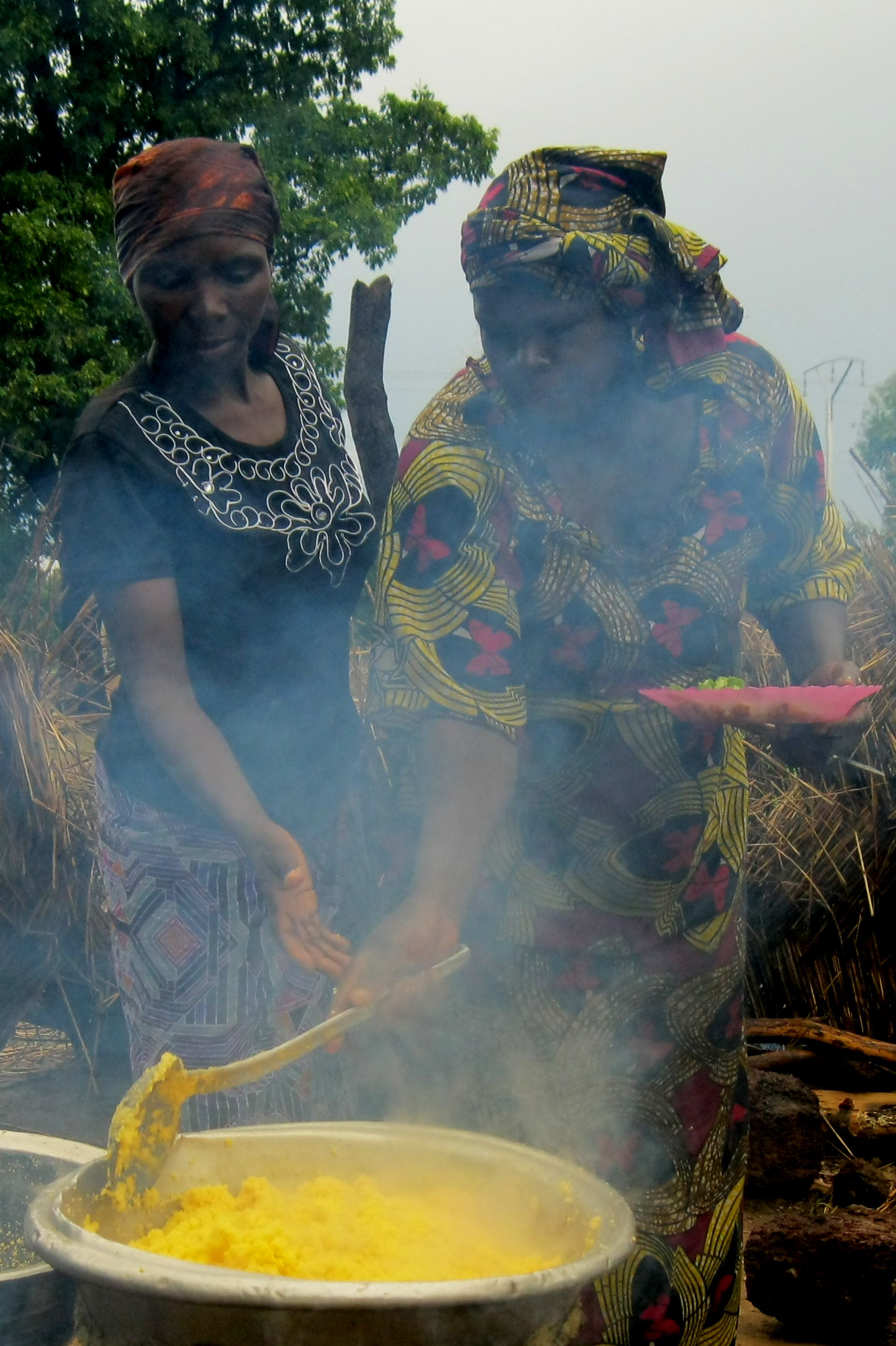

## 음료
- 비삽 : 쌉싸래한 맛이 나는 로젤로 만드는 요리이다. 설탕을 쳐서 먹기도 한다.[3]
- 돌로(Dôlo) : 기장이나 사탕수수로 만드는 맥주[4]
- 줌쿰(Zoomkoom) : 청량음료의 일종으로 보리가루와 생강, 레몬 즙을 섞어서 먹는 음료이다.

## 같이 보기
- 서아프리카 요리